# Lac Juillet (sjö i Kanada, Saguenay/Lac-Saint-Jean)
Lac Juillet är en sjö i Kanada.   Den ligger i regionen Saguenay–Lac-Saint-Jean och provinsen Québec, i den östra delen av landet, 400 km nordost om huvudstaden Ottawa. Lac Juillet ligger 504 meter över havet. Den ligger vid sjöarna  Lac Avril och Lac Mars.
I omgivningarna runt Lac Juillet växer i huvudsak blandskog. Trakten runt Lac Juillet är nära nog obefolkad, med mindre än två invånare per kvadratkilometer.